# Globo de Ouro de melhor atriz em série de comédia ou musical

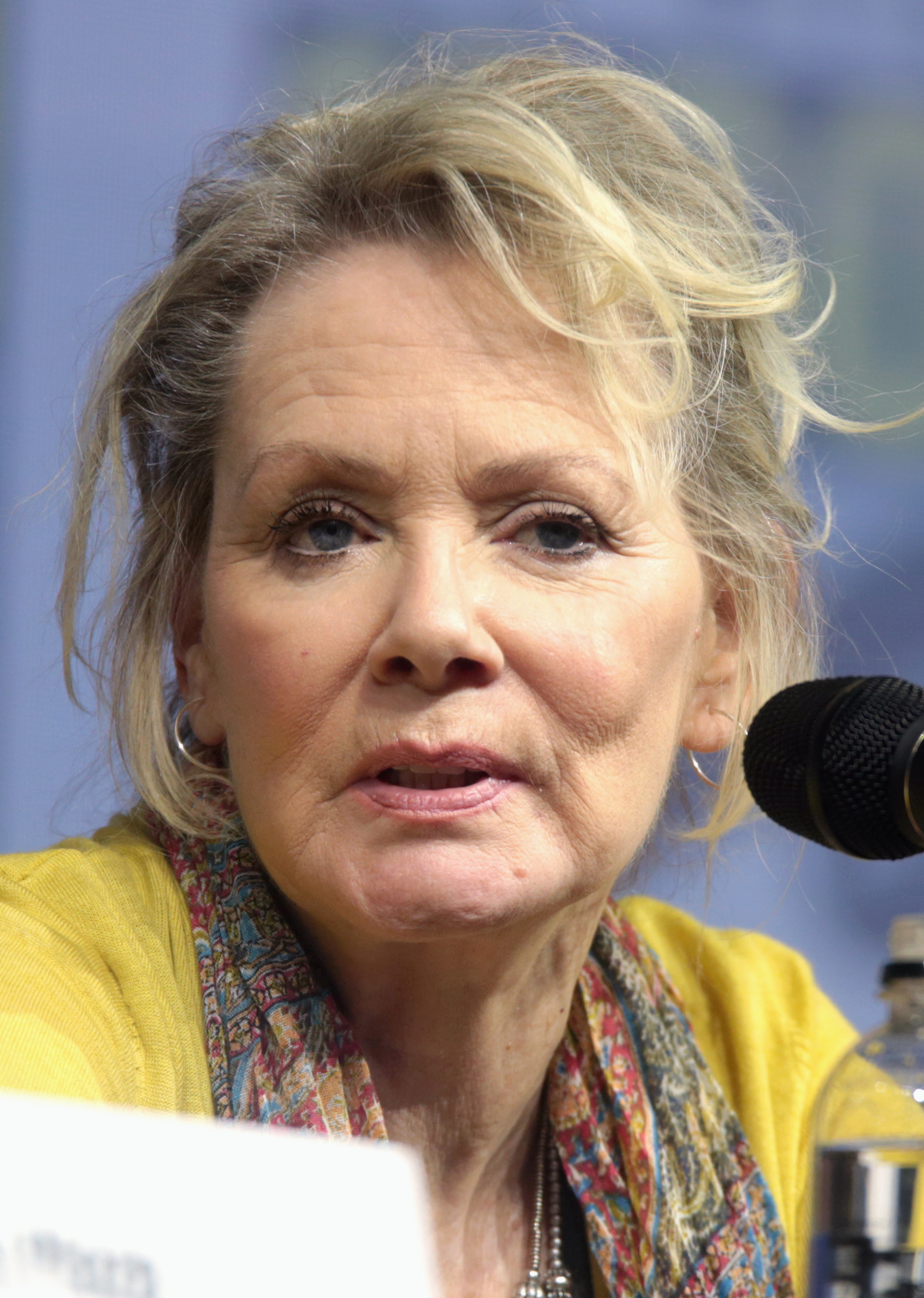
Jean Smart na San Diego Comic Con em 2018, atual vencedora do Globo de Ouro de melhor atriz em série de comédia ou musical em 2025

Esta é uma lista com as vencedoras e indicadas/nomeadas do Globo de Ouro atribuído pela Associação de Correspondentes Estrangeiros de Hollywood na categoria de Melhor Atriz em Série de Televisão (comédia ou musical) (oficialmente: Best Performance by an Actress in a Television Series – Musical or Comedy).

## Vencedoras e indicadas/nomeadas
O ano refere-se ao de produção. O prémio é normalmente entregue no ano seguinte.

### 1960
1969: Carol Burnett – The Carol Burnett Show e

 1969: Julie Sommars – The Governor & J.J.
- Lucille Ball – Here's Lucy
- Diahann Carroll – Julia
- Barbara Eden – I Dream of Jeannie
- Debbie Reynolds – The Debbie Reynolds Show

### 1970
1970: Mary Tyler Moore – The Mary Tyler Moore Show
- Carol Burnett – The Carol Burnett Show
- Juliet Mills – Nanny and the Professor
- Elizabeth Montgomery – Bewitched
- Shirley Jones – The Partridge Family

1971: Carol Burnett – The Carol Burnett Show
- Lucille Ball – Here's Lucy
- Shirley Jones – The Partridge Family
- Mary Tyler Moore – The Mary Tyler Moore Show
- Jean Stapleton – All in the Family

1972: Jean Stapleton – All In the Family
- Julie Andrews – The Julie Andrews Hour
- Beatrice Arthur – Maude
- Carol Burnett – The Carol Burnett Show
- Mary Tyler Moore – The Mary Tyler Moore Show

1973: Cher – The Sonny and Cher Comedy Hour e

1973: Jean Stapleton – All In the Family
- Beatrice Arthur – Maude
- Carol Burnett – The Carol Burnett Show
- Mary Tyler Moore – The Mary Tyler Moore Show

1974: Valerie Harper – Rhoda
- Carol Burnett – The Carol Burnett Show
- Mary Tyler Moore – The Mary Tyler Moore Show
- Esther Rolle – Good Times
- Jean Stapleton – All in the Family'

1975: Cloris Leachman – Phyllis
- Beatrice Arthur – Maude
- Carol Burnett – The Carol Burnett Show
- Valerie Harper – Rhoda
- Mary Tyler Moore – The Mary Tyler Moore Show

1976: Carol Burnett – The Carol Burnett Show
- Bernadette Peters – All's Fair
- Mary Tyler Moore – The Mary Tyler Moore Show
- Isabel Sanford – The Jeffersons
- Dinah Shore – Dinah!

1977: Carol Burnett – The Carol Burnett Show
- Beatrice Arthur – Maude
- Penny Marshall – Laverne & Shirley
- Isabel Sanford – The Jeffersons
- Jean Stapleton – All in the Family
- Cindy Williams – Laverne & Shirley

1978: Linda Lavin – Alice
- Carol Burnett – The Carol Burnett Show
- Penny Marshall – Laverne & Shirley
- Suzanne Somers – Three's Company
- Jean Stapleton – All in the Family

1979: Linda Lavin – Alice
- Penny Marshall – Laverne & Shirley
- Donna Pescow – Angie
- Jean Stapleton – All in the Family
- Loretta Swit – M*A*S*H

### 1980
- 1980: Katherine Helmond - Soap
  - Loni Anderson - WKRP in Cincinnati
  - Polly Holliday - Flo
  - Linda Lavin - Alice
  - Lynn Redgrave - House Calls

- 1981: Eileen Brennan - Private Benjamin
  - Loni Anderson - WKRP in Cincinnati
  - Bonnie Franklin - One Day at a Time
  - Barbara Mandrell - Barbara Mandrell and the Mandrell Sisters
  - Loretta Swit - M*A*S*H

- 1982: Debbie Allen - Fame
  - Eileen Brennan - Private Benjamin
  - Nell Carter - Gimme a Break!
  - Bonnie Franklin - One Day at a Time
  - Rita Moreno - Nine to Five
  - Isabel Sanford - The Jeffersons

- 1983: Joanna Cassidy - Buffalo Bill
  - Debbie Allen - Fame
  - Madeline Kahn - Oh Madeline
  - Shelley Long - Cheers
  - Isabel Sanford - The Jeffersons

- 1984: Shelley Long - Cheers
  - Debbie Allen - Fame
  - Nell Carter - Gimme a Break!
  - Susan Clark - Webster
  - Jane Curtin - Kate & Allie
  - Isabel Sanford - The Jeffersons

- 1985: Estelle Getty - The Golden Girls
- 1985: Cybill Shepherd - Moonlighting
  - Beatrice Arthur - The Golden Girls
  - Rue McClanahan - The Golden Girls
  - Betty White - The Golden Girls

- 1986: Cybill Shepherd - Moonlighting
  - Beatrice Arthur - The Golden Girls
  - Estelle Getty - The Golden Girls
  - Rue McClanahan - The Golden Girls
  - Betty White - The Golden Girls

- 1987: Tracey Ullman - The Tracey Ullman Show
  - Beatrice Arthur - The Golden Girls
  - Rue McClanahan - The Golden Girls
  - Cybill Shepherd - Moonlighting
  - Betty White - The Golden Girls

- 1988: Candice Bergen - Murphy Brown
  - Beatrice Arthur - The Golden Girls
  - Roseanne Barr - Roseanne
  - Tracey Ullman - The Tracey Ullman Show
  - Betty White - The Golden Girls

- 1989: Jamie Lee Curtis - Anything But Love
  - Kirstie Alley - Cheers
  - Stephanie Beacham - Sister Kate
  - Candice Bergen - Murphy Brown
  - Tracey Ullman - The Tracy Ullman Show

### 1990
1990: Kirstie Alley – Cheers
- Candice Bergen – Murphy Brown como "Murphy Brown"
- Carol Burnett – Carol & Company
- Roseanne Barr – Roseanne
- Katey Sagal – Married... with Children como "Peggy Bundy"

1991: Candice Bergen – Murphy Brown como "Murphy Brown"
- Kirstie Alley – Cheers
- Jamie Lee Curtis – Anything But Love
- Roseanne Barr – Roseanne
- Katey Sagal – Married... with Children como "Peggy Bundy"

1992: Roseanne Barr – Roseanne
- Kirstie Alley – Cheers
- Candice Bergen – Murphy Brown
- Helen Hunt – Mad About You
- Katey Sagal – Married... with Children

1993: Helen Hunt – Mad About You
- Roseanne Barr – Roseanne
- Candice Bergen – Murphy Brown
- Patricia Richardson – Home Improvement
- Katey Sagal – Married... with Children

1994: Helen Hunt – Mad About You
- Candice Bergen – Murphy Brown
- Brett Butler – Grace Under Fire
- Ellen DeGeneres – Ellen
- Patricia Richardson – Home Improvement

1995: Cybill Shepherd – Cybill
- Candice Bergen – Murphy Brown
- Ellen DeGeneres – Ellen
- Fran Drescher – The Nanny como "Fran Fine"
- Helen Hunt – Mad About You

1996: Helen Hunt – Mad About You
- Brett Butler – Grace Under Fire
- Fran Drescher – The Nanny como "Fran Fine"
- Cybill Shepherd – Cybill
- Brooke Shields – Suddenly Susan
- Tracey Ullman – Tracey Takes On...

1997: Calista Flockhart – Ally McBeal como "Ally McBeal"
- Kirstie Alley – Veronica's Closet
- Ellen DeGeneres – Ellen
- Jenna Elfman – Dharma & Greg como "Dharma Montgomery"
- Helen Hunt – Mad About You
- Brooke Shields – Suddenly Susan

1998: Jenna Elfman – Dharma and Greg
- Christina Applegate – Jesse
- Calista Flockhart – Ally McBeal
- Laura San Giacomo – Just Shoot Me!
- Sarah Jessica Parker – Sex and the City como "Carrie Bradshaw"

1999: Sarah Jessica Parker – Sex and the City como "Carrie Bradshaw"
- Jenna Elfman – Dharma & Greg
- Calista Flockhart – Ally McBeal como "Ally McBeal"
- Felicity Huffman – Sports Night como "Dana Whitaker"
- Heather Locklear – Spin City como "Caitlin Moore"
- Debra Messing – Will & Grace como "Grace Adler"

### 2000
| 2000: Sarah Jessica Parker – Sex and the City - Calista Flockhart – Ally McBeal - Jane Kaczmarek – Malcolm in the Middle como "Lois" - Debra Messing – Will & Grace como "Grace Adler" - Bette Midler – Bette como "Bette" 2001: Sarah Jessica Parker – Sex and the City - Calista Flockhart – Ally McBeal - Jane Kaczmarek – Malcolm in the Middle - Heather Locklear – Spin City como "Caitlin Moore" - Debra Messing – Will & Grace como "Grace Adler" 2002: Jennifer Aniston – Friends como "Rachel Green" - Bonnie Hunt – Life with Bonnie como "Bonnie Molloy" - Jane Kaczmarek – Malcolm in the Middle como "Lois" - Debra Messing – Will & Grace como "Grace Adler" - Sarah Jessica Parker – Sex and the City como "Carrie Bradshaw" 2003: Sarah Jessica Parker – Sex and the City - Bonnie Hunt – Life with Bonnie - Reba McEntire – Reba - Debra Messing – Will & Grace - Bitty Schram – Monk - Alicia Silverstone – Miss Match 2004: Teri Hatcher – Desperate Housewives como "Susan Mayer" - Marcia Cross – Desperate Housewives como "Bree Van De Kamp" - Felicity Huffman – Desperate Housewives como "Lynette Scavo" - Debra Messing – Will & Grace como "Grace Adler" - Sarah Jessica Parker – Sex and the City como "Carrie Bradshaw" | 2005: Mary-Louise Parker – Weeds como "Nancy Botwin" - Marcia Cross – Desperate Housewives como "Bree Hodge" - Teri Hatcher – Desperate Housewives como "Susan Mayer" - Felicity Huffman – Desperate Housewives como "Lynette Scavo" - Eva Longoria – Desperate Housewives como "Gabrielle Solis" 2006: America Ferrera – Ugly Betty como "Betty Suarez" - Marcia Cross – Desperate Housewives como "Bree Hodge" - Felicity Huffman – Desperate Housewives como "Lynette Scavo" - Julia Louis-Dreyfus – The New Adventures of Old Christine como "Christine Campbell" - Mary-Louise Parker – Weeds como "Nancy Botwin" 2007: Tina Fey – 30 Rock como "Liz Lemon" - Christina Applegate – Samantha Who? como "Samantha Newly" - America Ferrera – Ugly Betty como "Betty Suarez" - Anna Friel – Pushing Daisies como "Charlotte "Chuck" - Mary-Louise Parker – Weeds como "Nancy Botwin" 2008: Tina Fey – 30 Rock como "Liz Lemon" - Christina Applegate – Samantha Who? como "Samantha Newly" - America Ferrera – Ugly Betty como "Betty Suarez" - Debra Messing – The Starter Wife como "Molly Kagan" - Mary-Louise Parker – Weeds como "Nancy Botwin" 2009: Toni Collette – The United States of Tara como "Tara Gregson" - Courteney Cox – Cougar Town como "Jules Cobb" - Edie Falco – Nurse Jackie como "Jackie Peyton" - Tina Fey – 30 Rock como "Liz Lemon" - Lea Michele – Glee como "Rachel Berry" |

### 2010
| Ano                  | Actriz                               | Série                           | Personagem    | Estação emissora | Ref.ª |
| 2010                 |                                      |                                 |               |                  |       |
| -------------------- | ------------------------------------ | ------------------------------- | ------------- | ---------------- | ----- |
| 2010                 | Laura Linney                         | The Big C                       | Cathy Jamison | Showtime         | [ 1 ] |
| 2010                 | Toni Collette                        | United States of Tara           | Tara          | Showtime         | [ 2 ] |
| 2010                 | Edie Falco                           | Nurse Jackie                    | Jackie Peyton | Showtime         | [ 2 ] |
| 2010                 | Tina Fey                             | 30 Rock                         | Liz Lemon     | NBC              | [ 2 ] |
| 2010                 | Lea Michele                          | Glee                            | Rachel Berry  | Fox              | [ 2 ] |
| 2011                 |                                      |                                 |               |                  |       |
| Laura Dern           | Enlightened                          | Amy Jellicoe                    | HBO           | [ 3 ]            |       |
| Zooey Deschanel      | New Girl                             | Jessica Day                     | Fox           | [ 4 ]            |       |
| Tina Fey             | 30 Rock                              | Liz Lemon                       | NBC           | [ 4 ]            |       |
| Laura Linney         | The Big C                            | Cathy Jamison                   | Showtime      | [ 4 ]            |       |
| Amy Poehler          | Parks and Recreation                 | Leslie Knope                    | NBC           | [ 4 ]            |       |
| 2012                 |                                      |                                 |               |                  |       |
| Lena Dunham          | Girls                                | Hannah Horvath                  | HBO           | [ 5 ]            |       |
| Zooey Deschanel      | New Girl                             | Jessica Day                     | Fox           | [ 6 ]            |       |
| Tina Fey             | 30 Rock                              | Liz Lemon                       | NBC           | [ 6 ]            |       |
| Julia Louis-Dreyfus  | Veep                                 | Selina Meyer                    | HBO           | [ 6 ]            |       |
| Amy Poehler          | Parks and Recreation                 | Leslie Knope                    | NBC           | [ 6 ]            |       |
| 2013                 |                                      |                                 |               |                  |       |
| Amy Poehler          | Parks and Recreation                 | Leslie Knope                    | NBC           |                  |       |
| Zooey Deschanel      | New Girl                             | Jessica Day                     | Fox           | [ 6 ]            |       |
| Lena Dunham          | Girls                                | Hannah Horvath                  | HBO           | [ 6 ]            |       |
| Edie Falco           | Nurse Jackie                         | Jackie Peyton                   | Showtime      | [ 6 ]            |       |
| Julia Louis-Dreyfus  | Veep                                 | Selina Meyer                    | HBO           | [ 6 ]            |       |
| 2014                 |                                      |                                 |               |                  |       |
| Gina Rodriguez‡      | Jane the Virgin                      | Jane Villanueva                 | The CW        |                  |       |
| Edie Falco           | Nurse Jackie                         | Jackie Peyton                   | Showtime      | [ 7 ]            |       |
| Julia Louis-Dreyfus  | Veep                                 | Selina Meyer                    | HBO           | [ 7 ]            |       |
| Lena Dunham          | Girls                                | Hannah Horvath                  | HBO           | [ 7 ]            |       |
| Taylor Schilling     | Orange Is the New Black              | Piper Chapman                   | Netflix       | [ 7 ]            |       |
| 2015                 |                                      |                                 |               | [ 7 ]            |       |
| Rachel Bloom         | Crazy Ex-Girlfriend                  | Rebecca Bunch                   | The CW        | [ 8 ]            |       |
| Jamie Lee Curtis     | Scream Queens                        | Dean Cathy Munsch               | Fox           | [ 9 ]            |       |
| Julia Louis-Dreyfus  | Veep                                 | Selina Meyer                    | HBO           | [ 9 ]            |       |
| Gina Rodriguez       | Jane the Virgin                      | Jane Villanueva                 | The CW        | [ 9 ]            |       |
| Lily Tomlin          | Grace and Frankie                    | Frankie Bergstein               | Netflix       | [ 9 ]            |       |
| 2016                 |                                      |                                 |               | [ 9 ]            |       |
| Tracee Ellis Ross    | Black-ish                            | Dr. Rainbow "Bow" Johnson       | ABC           |                  |       |
| Rachel Bloom         | Crazy Ex-Girlfriend                  | Rebecca Bunch                   | The CW        | [ 10 ]           |       |
| Julia Louis-Dreyfus  | Veep                                 | Selina Meyer                    | HBO           | [ 10 ]           |       |
| Sarah Jessica Parker | Divorce                              | Frances Dufresne                | HBO           | [ 10 ]           |       |
| Issa Rae             | Insecure                             | Issa Dee                        | HBO           | [ 10 ]           |       |
| Gina Rodriguez       | Jane the Virgin                      | Jane Villanueva                 | The CW        | [ 10 ]           |       |
| 2017                 |                                      |                                 |               |                  |       |
| Rachel Brosnahan     | The Marvelous Mrs. Maisel            | Miriam "Midge" Maisel           | Prime Video   |                  |       |
| Pamela Adlon         | Better Things                        | Sam Fox                         | FX            | [ 11 ]           |       |
| Alison Brie          | GLOW                                 | Ruth "Zoya the Destroya" Wilder | Netflix       | [ 11 ]           |       |
| Issa Rae             | Insecure                             | Issa Dee                        | HBO           | [ 11 ]           |       |
| Frankie Shaw         | SMILF                                | Bridgette Bird                  | Showtime      | [ 11 ]           |       |
| 2018                 |                                      |                                 |               |                  |       |
| Rachel Brosnahan     | The Marvelous Mrs. Maisel            | Miriam "Midge" Maisel           | Prime Video   |                  |       |
| Kristen Bell         | The Good Place                       | Eleanor Shellstrop              | NBC           | [ 12 ]           |       |
| Alison Brie          | GLOW                                 | Ruth "Zoya the Destroya" Wilder | Netflix       | [ 12 ]           |       |
| Candice Bergen       | Murphy Brown                         | Murphy Brown                    | CBS           | [ 12 ]           |       |
| Debra Messing        | Will & Grace                         | Grace Adler                     | NBC           | [ 12 ]           |       |
| 2019                 |                                      |                                 |               |                  |       |
| Phoebe Waller-Bridge | Fleabag                              | Fleabag                         | BBC           |                  |       |
| Rachel Brosnahan     | The Marvelous Mrs. Maisel            | Miriam "Midge" Maisel           | Prime Video   | [ 13 ]           |       |
| Natasha Lyonne       | Russian Doll                         | Nadia Vulvokov                  | Netflix       | [ 13 ]           |       |
| Christina Applegate  | Dead to Me                           | Jen Harding                     | Netflix       | [ 13 ]           |       |
| Kirsten Dunst        | On Becoming a God in Central Florida | Krystal Stubbs                  | Showtime      | [ 13 ]           |       |

### 2020
| Ano               | Actriz                       | Série                         | Personagem                | Estação emissora | Ref.ª  |
| 2020              |                              |                               |                           |                  |        |
| ----------------- | ---------------------------- | ----------------------------- | ------------------------- | ---------------- | ------ |
| 2020              | Catherine O'Hara             | Schitt's Creek                | Moira Rose                | Pop TV           |        |
| 2020              | Elle Fanning                 | The Great                     | Catarina II da Rússia     | Hulu             | [ 14 ] |
| 2020              | Lily Collins                 | Emily in Paris                | Emily Cooper              | Netflix          | [ 14 ] |
| 2020              | Kaley Cuoco                  | The Flight Attendant          | Cassandra "Cassie" Bowden | HBO Max          | [ 14 ] |
| 2020              | Jane Levy                    | Zoey's Extraordinary Playlist | Zoey Clarke               | NBC              | [ 14 ] |
| 2021              |                              |                               |                           |                  |        |
| Jean Smart        | Hacks                        | Deborah Vance                 | HBO Max                   |                  |        |
| Elle Fanning      | The Great                    | Catarina, a Grande            | Hulu                      | [ 15 ]           |        |
| Issa Rae          | Insecure                     | Issa Dee                      | HBO                       | [ 15 ]           |        |
| Tracee Ellis Ross | Black-ish                    | Dr. Rainbow "Bow" Johnson     | ABC                       | [ 15 ]           |        |
| Hannah Einbinder  | Hacks                        | Ava Daniels                   | HBO Max                   | [ 15 ]           |        |
| 2022              |                              |                               |                           |                  |        |
| Quinta Brunson    | Abbott Elementary            | Janine Teagues                | ABC                       |                  |        |
| Kaley Cuoco       | The Flight Attendant         | Cassandra "Cassie" Bowden     | HBO Max                   | [ 16 ]           |        |
| Selena Gomez      | Only Murders in the Building | Mabel Mora                    | Hulu                      | [ 16 ]           |        |
| Jenna Ortega      | Wednesday                    | Wednesday Addams              | Netflix                   | [ 16 ]           |        |
| Jean Smart        | Hacks                        | Deborah Vance                 | HBO Max                   | [ 16 ]           |        |
| 2023              |                              |                               |                           |                  |        |
| Ayo Edebiri       | The Bear                     | Sydney Adamu                  | FX                        |                  |        |
| Elle Fanning      | The Great                    | Catarina, a Grande            | Hulu                      | [ 17 ]           |        |
| Selena Gomez      | Only Murders in the Building | Mabel Mora                    | Hulu                      | [ 17 ]           |        |
| Quinta Brunson    | Abbott Elementary            | Janine Teagues                | ABC                       | [ 17 ]           |        |
| Natasha Lyonne    | Poker Face                   | Charlie Cale                  | Peacock                   | [ 17 ]           |        |
| Rachel Brosnahan  | The Marvelous Mrs. Maisel    | Miriam "Midge" Maisel         | Prime Video               | [ 17 ]           |        |
| 2024              |                              |                               |                           |                  |        |
| Jean Smart        | Hacks                        | Deborah Vance                 | Max                       |                  |        |
| Ayo Edebiri       | The Bear                     | Sydney Adamu                  | FX                        | [ 18 ]           |        |
| Kristen Bell      | Nobody Wants This            | Joanne                        | Netflix                   | [ 18 ]           |        |
| Kathryn Hahn      | Agatha All Along             | Agatha Harkness               | Disney+                   | [ 18 ]           |        |
| Selena Gomez      | Only Murders in the Building | Mabel Mora                    | Hulu                      | [ 18 ]           |        |
| Quinta Brunson    | Abbott Elementary            | Janine Teagues                | ABC                       | [ 18 ]           |        |